# Stylaster norvegicus
Stylaster norvegicus is een hydroïdpoliep uit de familie Stylasteridae. De poliep komt uit het geslacht Stylaster. Stylaster norvegicus werd in 1768 voor het eerst wetenschappelijk beschreven door Gunnerus. 